# Arpeggione
L'arpeggione è uno strumento musicale a sei corde, è anche conosciuto come chitarra-violoncello, chitarra d'amore o chitarra ad arco. È un ibrido tra il violoncello, del quale conserva buona parte della tecnica esecutiva, e la chitarra, della quale ha l'accordatura, la forma della cassa e la tastiera del manico. Viene suonato con l'arco e tenuto tra le ginocchia.

## Storia
Dopo la sua invenzione, intorno al 1823 da parte dei liutai viennesi Johann Georg Stauffer e Peter Teufelsdorfer, lo strumento ha goduto di un breve periodo di popolarità.
L'unico brano di rilievo esistente per arpeggione è una sonata con accompagnamento al pianoforte di Franz Schubert, pubblicata solo nel 1871, quando ormai lo strumento era fuori moda da tempo; questa sonata è ora solitamente eseguita sulla viola o sul violoncello.
Fino alla fine del XX secolo il repertorio per arpeggione era limitato alla sonata di Schubert, a un concerto andato perduto di H. A. Birnbach (1823) e a un brano per arpeggione solo di Schmidt (1823). Nel XXI secolo, una rinascita dell'interesse per lo strumento ha portato alla composizione di nuove opere, sia per lo strumento solo, sia all'interno di un ensemble.